# Jörg Weigt
Jörg Weigt (* 31. Juli 1959 in Seigertshausen in Hessen) ist ein deutscher Kommunalpolitiker der SPD. Von 2014 bis 2020 war er hauptamtlicher Bürgermeister der Stadt Overath.
Weigt verbrachte seine Kindheit in Köln und Ahrweiler. Er zog dann zu seiner Frau nach Overath und arbeitete bei den Kliniken der Stadt Köln. Später wechselte er ins Amt für Schulentwicklung.
Weigt ist verwitwet. Er hat drei Söhne.
Er gewann am 15. Juni 2014 die Stichwahl gegen den bisherigen Amtsinhaber Andreas Heider (CDU) mit 67 zu 33 Prozent.
Im November 2016 heiratete er seine jetzige Frau Andrea Weigt, geb. Heider.